# 86P/Wild
86P/Wild (również Wild 3) – kometa krótkookresowa, należąca do rodziny komet Jowisza.

## Odkrycie
Kometa została odkryta na początku maja 1980 roku przez Paula Wilda w Obserwatorium Astronomicznym Uniwersytetu w Bernie (Szwajcaria). W nazwie znajduje się zatem nazwisko odkrywcy.

## Orbita komety i właściwości fizyczne
Orbita komety 86P/Wild ma kształt elipsy o mimośrodzie 0,37. Jej peryhelium znajduje się w odległości 2,26 j.a., aphelium zaś 4,95 j.a. od Słońca. Jej okres obiegu wokół Słońca wynosi 6,84 roku, nachylenie do ekliptyki to wartość 15,47˚.
Jądro tej komety ma rozmiary 0,86 km.